# 埃爾珀萊山
47°26′20″N 10°27′17″E / 47.43889°N 10.45472°E

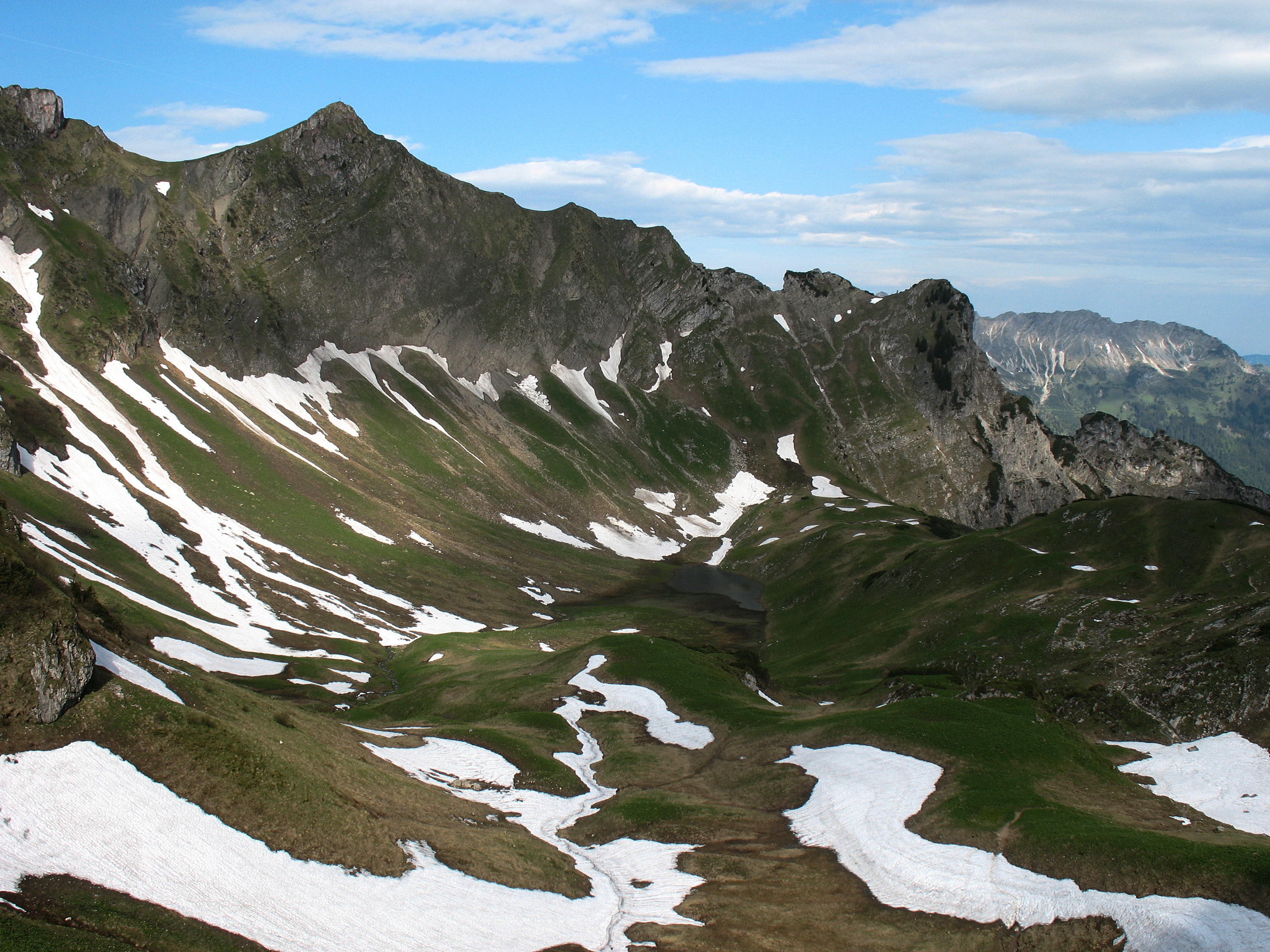

埃爾珀萊山（德語：Älpelekopf），是德國的山峰，位於該國東南部，由巴伐利亞負責管轄，屬於阿爾高阿爾卑斯山脈的一部分，海拔高度2,024米，每年平均降雨量1,698毫米。